# Brettiopsis triplex
Brettiopsis triplex is een mosdiertjessoort uit de familie van de Scrupariidae. De wetenschappelijke naam van de soort is voor het eerst geldig gepubliceerd in 1943 door Hastings.